# SINoALICE
SINoALICE — рольова відеогра, розроблена Pokelabo для Android та iOS режисера Йоко Таро. Гра була випущена в Японії компанією Square Enix у червні 2017 року, а по всьому світу — компанією Pokelabo в липні 2020 року.

## Сюжет
У світі під назвою Бібліотека, наповненому незліченною кількістю історій, персонажі кожної історії бажають оживити свого автора для бажаного майбутнього. Для цього вони працюють разом, щоб зібрати іночі та боротися з кошмарами, які пожирають історії, знаючи, що їм неминуче доведеться вбити один одного, щоб виконати своє бажання.

## Розвиток
Спочатку гра мала бути опублікована Nexon за межами Японії, але була відкладена на невизначений термін через причини локалізації. Потім видання гри було передано Pokelabo. Саундтрек до гри створили Кейчі Окабе, Кейго Хоаші та Шотаро Со.

## Прийом
За даними агрегатора оглядів Metacritic, гра отримала «змішану або середні відгуки».

## Адаптація манги
Адаптація манґи, проілюстрована Хіміко, розпочала серіалізацію на MangaUp! обслуговування в 2019 році. У липні 2021 року Square Enix оголосила, що ліцензувала манґу для публікації англійською мовою.